# Werkgroep Pleistocene Zoogdieren
De Werkgroep Pleistocene Zoogdieren is een Nederlandse vereniging waarin amateur- en beroepspaleontologen samenwerken. De vereniging richt zich op het verzamelen en bestuderen van zoogdierfossielen uit het Pleistoceen. De WPZ werd in april 1982 opgericht door een aantal amateur- en beroepspaleontologen die vooral geïnteresseerd waren in het Pleistoceen van Nederland. 4 Jaar later kreeg de werkgroep de status van vereniging.
Vier keer per jaar organiseert de WPZ een bijeenkomst voor haar leden. Tijdens deze bijeenkomsten worden lezingen gegeven door sprekers uit binnen- en buitenland. De bijeenkomsten gaan soms gepaard met een excursie.

## Collectie
Een omvangrijke collectie van zoogdierbotten bijeengebracht door leden van de WPZ en afkomstig van de Maasvlakte en uit de Noordzee (Doggersbank), is opgeslagen in het Natuurhistorisch Museum Rotterdam.

## Cranium
Cranium is het tijdschrift van de werkgroep. Vooral leden publiceren hier hun waarnemingen en onderzoeksresultaten. Het blad  verschijnt twee keer per jaar.

## Bibliotheek
De vereniging bezit een eigen bibliotheek die in het Natuurhistorisch Museum Rotterdam is ondergebracht.